# Aeroportul Beru Island
Aeroportul Beru Island (IATA: BEZ, ICAO: NGBR) este un aeroport din Beru⁠(d), Gilbert Islands⁠(d), Kiribati ce deservește zona Beru⁠(d). A fost deschis în 1977 și numit după zona deservită.
aeroportul dispune de o singură pistă.